# نيري باريرو
نيري باريرو (بالإسبانية: Nery Bareiro)‏ (3 مارس 1988 بأسونسيون في باراغواي - ) هو مدرب كرة قدم ولاعب كرة قدم باراغواياني في مركز الدفاع. شارك مع منتخب باراغواي تحت 17 سنة لكرة القدم ومنتخب الباراغواي تحت 20 سنة لكرة القدم. أما مع النوادي، فقد لعب مع أتلتيكو جونيور وديبورتيفو كالي وسبورتيفو لوكوينو ونادي سيون ونادي كوريتيبا ونادي ليبرتاد وTacuary ‏ وأوفي كريت.

## وصلات خارجية
- نيري باريرو على موقع قاعدة بيانات كرة القدم.إي يو (الإنجليزية)
- نيري باريرو على موقع Soccerway.com (الإنجليزية)
- نيري باريرو على موقع AS.com (الإسبانية)